# Meka (Lomié)
Pour les articles homonymes, voir Meka.
Meka est un village du Cameroun, situé dans la région de l'Est, dans le département du Haut-Nyong et dans la commune de Lomié.

## Population
Lors du recensement de 2005, le village de Meka comptait 138 habitants, dont 74 hommes et 64 femmes.

## Climat
Le village est soumis à un climat équatorial, où deux saisons des pluies sont entrecoupées de deux saisons sèches. En moyenne, la température oscille autour des 24 degrés.

## Religion
Plusieurs religions sont pratiquées, même si la religion chrétienne domine par le biais de l'Église protestante et Catholique. L'islam est aussi implanté.

## Langue
- Ndjem (langue)